# Rigpa
Rigpa (tib.: Rig pa; skt.: Vidya) eigentlich „Intelligenz“, ist ein Begriff, der im Dzogchen, einer Tradition des tibetischen Buddhismus, verwendet wird und mit „innerste Natur des Geistes“ übersetzt werden kann. Im Gegensatz zum gewöhnlichen Geist, Sems (diskursives Denken, Unterscheiden, Urteilen, Verstand, Geist), dessen Tätigkeit nach dem buddhistischen Verständnis aus dem Projizieren auf falsch wahrgenommene Bezugspunkte besteht, ist Rigpa das ursprüngliche, reine Gewahrsein, die Intelligenz, die jenseits aller Begrenzungen stattfindet und durch die man zum Zustand der Allwissenheit und Erleuchtung kommen kann.